# Montauk State Park Open Shelter
 (août 2020).
Le Montauk State Park Open Shelter est un abri de pique-nique dans le comté de Dent, au Missouri, dans le centre des États-Unis. Protégé au sein du Montauk State Park, ce bâtiment a été construit par le Civilian Conservation Corps dans le style rustique du National Park Service en 1934-1935. Il est inscrit au Registre national des lieux historiques depuis le 28 février 1985.